# NGC 4519A
NGC 4519A este o galaxie situată în constelația Fecioara. A fost descoperită în  de către William Herschel.